# Eduardo Arolas
Eduardo Arolas (Lorenzo Arolas; * 24. Februar 1892 in Buenos Aires; † 29. September 1924 in Paris; Frankreich) war ein argentinischer Tangokomponist, Bandoneonist und Bandleader.

## Leben und Wirken
Arolas lernte im Alter von sechs Jahren bei seinem Bruder Gitarre zu spielen und trat bald bei Gigs in Cafés und bei Tanzveranstaltungen auf. Unter anderem begleitete er den Bandoneonisten Ricardo González, von dem er die Anfangsgründe im Spielen dieses Instruments erlernte. Im Geschäft seiner Eltern spielte er mit seinem Bruder Walzer von Émile Waldteufel. Nach dem Abschluss der Schule arbeitete er u. a. als Lieferjunge, war Druckerlehrling, entwarf Werbeplakate, war Dekorateur, Illustrator und Cartoonist.
1909 trat er als Bandoneonist mit dem Gitarristen Graciano De Leone auf, im Folgejahr im Quartett mit dem Geiger Tito Roccatagliata, dem Kontrabassisten Leopoldo Thompson und dem Pianisten Prudencio Aragón. 1911 unternahm er eine Tournee nach Montevideo. Nach seiner Rückkehr begann er eine dreijährige formale Ausbildung am Konservatorium von Buenos Aires bei José Bombig. Zugleich gründete er seine erste Band mit Leopoldo Thompson und dem Geiger Eduardo Ponzio, mit der er in Buenos Aires und Montevideo auftrat. Mit den Geigern Ernesto Zambonini und Rafael Tuegols tourte er durch Argentinien. Kurz darauf gründete er ein Trio mit dem Pianisten Agustín Bardi und Tito Roccatagliata, und 1912 ein Quartett mit Roccatagliata, dem Flötisten José Gregorio Astudillo und dem Gitarristen Emilio Fernández.
Im gleichen Jahr engagierte Roberto Firpo ihn und Roccatagliata für Auftritte im Cabaret Armenonville. Nach der Trennung von Firpo trat Arolas in Trioformationen mit Roccatagliata und nacheinander den Pianisten Harold Philips, Agustin Bardi und Juan Carlos Cobián auf. 1917 gründete er mit dem Pianisten Juan Luis Marini, den Geigern Rafael Tuegols und Atilio Lombardo und dem Cellisten Alberto Paredes ein Quintett, mit dem er Aufnahmen beim Label Victor einspielte. An zwei der Aufnahmen wirkte der Sänger Francisco Nicolás Bianco mit. Seine nächste Formation gründete er 1918 mit Manuel Pizzarro als zweitem Bandoneonisten, den Geigern Rafael Tuegols und Horacio Gomila, Roberto Goyeneche am Klavier und dem Kontrabassisten Luis Bernstein, mit der er in Buenos Aires und Montevideo auftrat.
1919 leitete er ein großes Orchester beim Karneval in Montevideo. Nach seiner Rückkehr nach Buenos Aires trat er in einem Trio auf, dem der Geiger Julio De Caro angehörte. Darauf übersiedelte er nach Montevideo und gründete dort ein Orchester, dem u. a. Edgardo Donato angehörte. 1920 reiste er mit Alice Lesage nach Europa, von wo er 1921 nach Montevideo zurückkehrte. 1922 unternahm er eine zweite Europareise. 1924 starb er in einem Spital in Paris an Tuberkulose. In den fünfzehn Jahren seiner Tätigkeit als Komponist schrieb Arolas 120 Titel, darunter erfolgreiche wie El Marne, La cachila, Comme il faut, La guitarrita, Lágrimas, Maipo, Retintín, Viborita, Catamarca und Derecho viejo.